# Rozchod!
Rozchod! je film společnosti Universal Pictures, který měl premiéru v USA 22. června 2006, v ČR měl premiéru 31. srpna 2006. DVD bylo vydáno 29. ledna 2007. Hlavní role byly obsazeny Vincem Vaughnem a Jennifer Anistonovou. Scénář napsali Jay Lavender a Jeremy Garelick.

## Příběh
Děj filmu začíná rozchodem dvou hlavních hrdinů (Brooke a Garyho). Pár spoluvlastní velký, pěkný byt v Chicagu, po rozchodu se nemohou dohodnout, kdo si byt ponechá. Postupně se schází s jinými lidmi, navzájem si ubližují. Film končí návratem Brooke z Evropy, na ulici, kde se dva hlavní hrdinové potkávají jako přátelé.